# Guus Smeets
Guus Smeets (Valkenburg, 6 november 1948 – Sittard, 2 april 2020), artiestennaam Guus Sjmeets, was een Limburgse zanger, tekstdichter en componist van Limburgs-talige liedjes.

## Biografische schets
Guus Smeets werd geboren als vijfde in een gezin van zeven kinderen in het Zuid-Limburgse Valkenburg. Met Hans Kengen en Roy Smeets, zijn broer, vormde hij de formatie Ezzebleef. Toen Ezzebleef in 2003 ruim 5 jaar bestond overleed Hans Kengen plotseling. Smeets ging vanaf dat moment solo verder onder zijn artiestennaam Guus Sjmeets. Als tekstschrijver en componist schreef hij (waarschijnlijk) duizenden Limburgse nummers.
In de laatste week van maart 2020 werd Smeets ziek. Hij overleed op 71-jarige leeftijd in het Zuyderland Medisch Centrum te Sittard aan de gevolgen van COVID-19.

## Tekstschrijven en componist
Een scala aan bekende (Limburgse) artiesten zingen de liederen van de hand van Smeets, zoals o.a. Frans Theunisz, Beppie Kraft, Schintaler, Big Benny, Frans Croonenberg, Sjef Diederen en legio andere artiesten.
In zijn loopbaan schreef Smeets ook samen met collega tekst/muziekschrijvers John Coenen, Jean Innemee, Dries Holten, Lei de Bruyn en Charlie Prick.

## Finale LVK
Tot driemaal toe wist Smeets zichzelf (of met liedjes van zijn hand) te plaatsen voor het Limburgs Vastelaovesleedjes Konkoer:
- 1999: As ik in dien ouge kiek (Thei & Marij)
- 2001: Iech plök veur diech de sjterre (Hub Bertrand)
- 2003: Veer laote oes neet kölle (Ezzebleef)

## Functies, eerbewijzen
- 2006 Beschermheer van de Kinderköpkes (Maastricht)
- 2007 Drager van de "Roaje Bok" (Valkenburg)
- 2013 Veldeke Limburg, oeuvre-prijs

## Bekende Limburgse liedjes
Tekst en muziek van Guus Smeets:
- Ach wat is 't leve sjoen - Frans Theunisz en de Nachraove
- Bove de 50 jaor - Ezzebleef
- Greumele Vla - De Schintaler
- Hie Bin Iech Dan - Ezzebleef
- Limburgse Meid - De Schintaler
- Roed, Geel en Greun - Frans Theunisz
- Viva Tirol - John Coenen
- Veer höbbe zin drin - Schintaler
- Geul (iech wil diech huére) - Guus Sjmeets
- Met een vonk en een vlam - Dries Holten

## Bronzen Beeld aan de Geulpoort Valkenburg

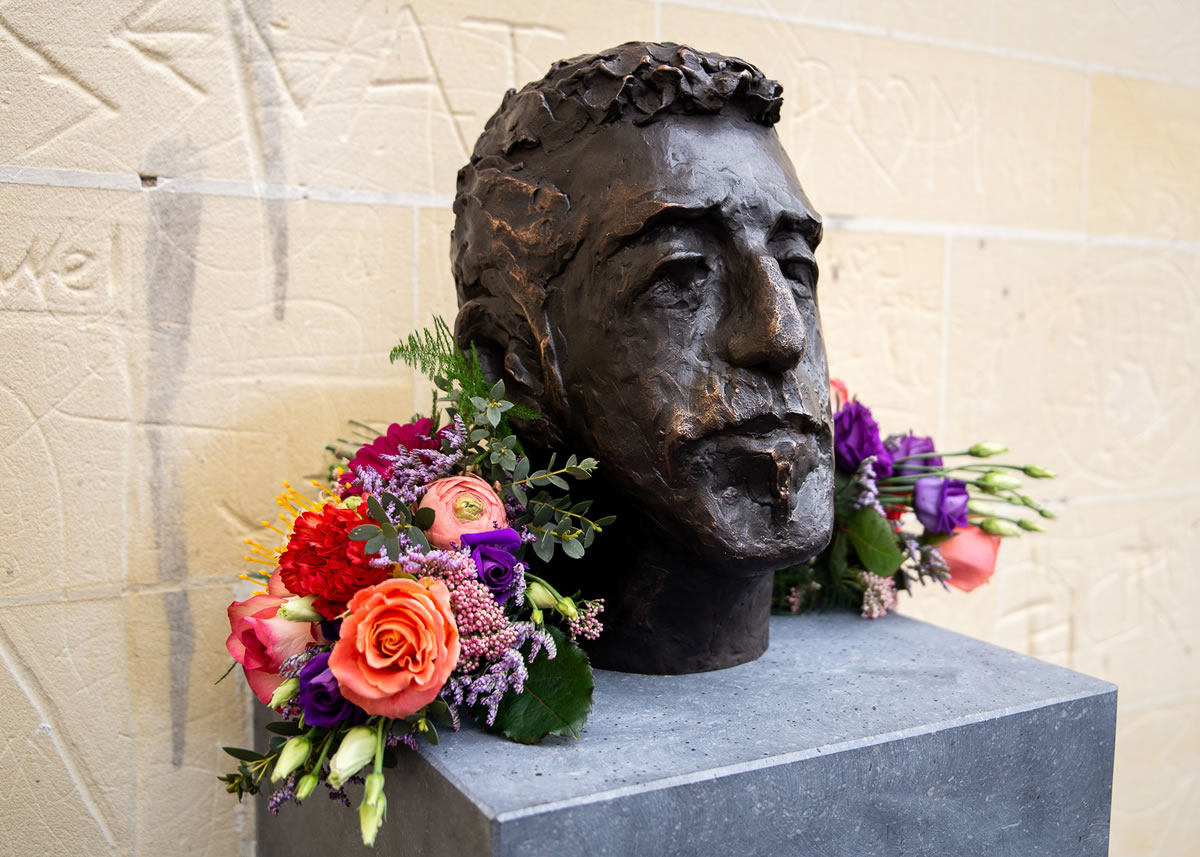
Bronzen Beeld Guus Smeets - foto www.raoullimpensphoto.nl

Op 2 april 2022 werd een bronzen beeld van de buste van Guus Smeets onthuld door zijn twee zonen en de kleinzonen van Smeets. Het beeld is gemaakt door kunstenaar Wil van der Laan. De buste is geplaatst op een zwevende hardstenen plaat, bevestigd aan de mergelstenenwand van de Geulpoort, gelegen nabij het Theodoor Dorrenplein te Valkenburg. Diverse Limburgse artiesten brachten aansluitend aan de onthulling hun versie van nummers van Smeets, of eigen repertoire, geschreven door Smeets. Het initiatief kwam van de KCR en werkgroep In Memoriam Guus Smeets, onder leiding van Bob Heugen.

## Sjötter aan de poort - Valkenburg
Smeets kwam in 2008 met het idee om aan de Grendelpoort in Valkenburg een bronzen beeld te plaatsen van een schutter, verwijzend naar de poortwachters van de Valkenburgse schutterijen uit het verleden. Smeets en diverse leden van de Kunst en Cultuurraad Valkenburg realiseerden de uitvoering hiervan. Op 25 september 2010 werd het bronzen beeld onthuld.

## Kunst van de hand van Guus Smeets

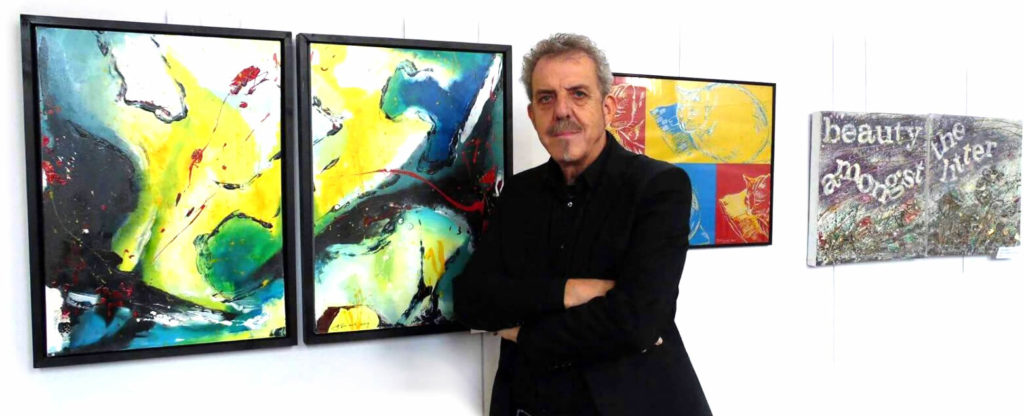
Guus Smeets expositie te Urmond (terpkerkje)

Minder bekend bij het grote publiek is de kunstenaarskant van Smeets. Vanaf zijn jeugd is Guus Smeets gefascineerd door kunst, voornamelijk Limburgse kunstenaars en door de cobra beweging. Hij maakt vanaf de jaren tachtig tot 2020 vele schilderijen, tekeningen en schetsen, meestal abstract of uitdagend, gebruikmakend van diverse technieken. Naar schatting zijn er tientallen schilderijen van Smeets in omloop. In 2016 hield hij samen met twee andere kunstenaars een expositie in het terpkerkje te Urmond, waarbij diverse werken te koop aangeboden en verkocht werden.